# Odwzorowanie jednokrotne
Odwzorowanie jednokrotne – rodzaj odwzorowania w analizie zespolonej.

## Definicja
Odwzorowanie {\displaystyle f\colon D\to D'} zbioru płaskiego {\displaystyle D} na zbiór płaski {\displaystyle D'} nazywamy:
1. Jednokrotnym (jednolistnym) jeżeli dla {\displaystyle z_{1}\neq z_{2}} mamy {\displaystyle f(z_{1})\neq f(z_{2})}
2. Wielokrotnym (wielolistnym) jeżeli nie jest jednokrotne
3. Ograniczonym jeżeli zbiór {\displaystyle D'} jest ograniczony

## Przykłady

### Odwzorowania jednokrotne
- Rozważmy funkcję {\displaystyle w(z)=az+b.} Poniższe odwzorowania są jednokrotne:

1. Homotetia o środku {\displaystyle O,a>0,b=0}
2. Obrót dokoła punktu {\displaystyle O} o kąt {\displaystyle \alpha ,} gdy {\displaystyle \arg a=\alpha ,|a|=1,b=0}
3. Translacja, gdy {\displaystyle a=1}

- {\displaystyle \phi _{a}(z)\colon \mathbb {C} \to \mathbb {C} } dane wzorem {\displaystyle \phi _{a}(z)={\frac {z-a}{1-{\overline {a}}z}},} gdzie {\displaystyle |a|\leqslant 1}

### Odwzorowania wielokrotne
- {\displaystyle w(z)=z^{2}}
- {\displaystyle w(z)=|z|}